# カール・デッペン
カール・デッペン（Karl Deppen、1966年4月1日 - ）はドイツ・ニーダーザクセン州出身の自動車産業界の経営者。

## 経歴等
1990年にメルセデス・ベンツに入社以降、商用車を中心に購買や物流分野などに携わり、三菱ふそうトラック・バス購買・物流本部長や、メルセデス・ベンツ管理部門本部長、メルセデス・ベンツ ブラジル社長を歴任。2021年12月に三菱ふそうトラック・バスに着任、現在は代表取締役社長 最高経営責任者（CEO）に就任。

### 学歴
- オーストリア ウィーン経済大学
- アメリア合衆国 ミネソタ大学カールソン校経営学修士 (Dual Degree MBA)

### 職歴
- 1990年10月    ドイツ メルセデス・ベンツ（現 ダイムラートラックホールディング） 入社
- 1997年10月    メルセデス・ベンツ トルコ 勤務
- 2000年7月      ダイムラー・クライスラー 商用車購買 Director
- 2003年1月      三菱ふそうトラック・バス 購買・物流本部長
- 2007年10月    メルセデス・ベンツ・トラック ダイムラーライフサイクルマネジメント部門 統括部長
- 2011年7月      メルセデス・ベンツ・トラック 副社長（HR開発部門）
- 2014年9月      Daimler Greater China Ltd. 副社長 CFO
- 2017年6月      メルセデス・ベンツ 副社長 コスト管理部門本部長
- 2020年5月      メルセデス・ベンツ ブラジル社長
- 2021年12月     三菱ふそうトラック・バス 代表取締役社長 最高経営責任者（CEO） 兼 ダイムラートラックホールディングス 取締役（アジア地域責任者）